# Altocumulus

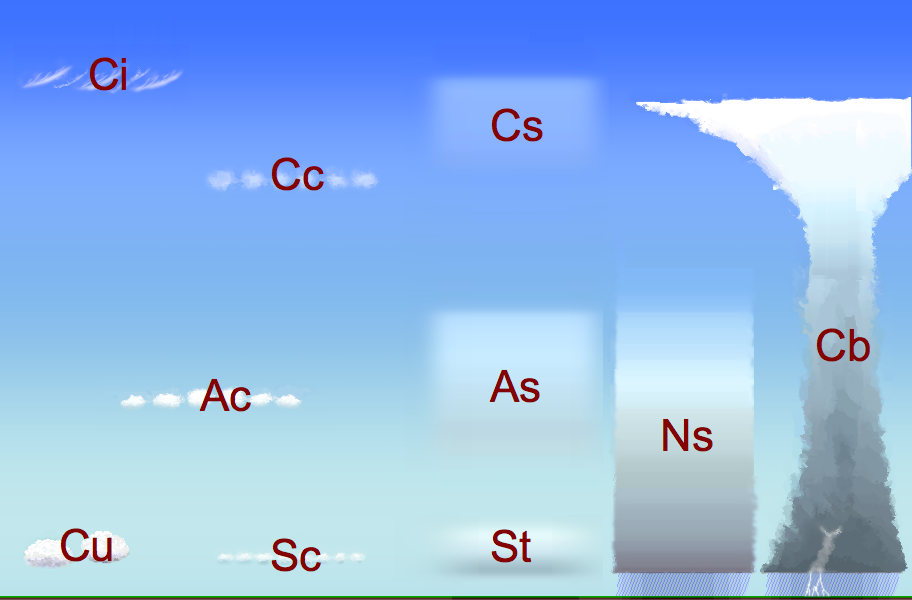
Mapa das nuvens. Nuvens Altocumulus são abreviadas como AC.

Alto-cúmulos ou, em latim, altocumulus são lençóis ou camadas de nuvens brancas ou cinzentas, tendo geralmente sombras próprias. Constituem o chamado "céu encarneirado". Com altitude entre 2000 e 6000 metros.
Os Altocumulus são geralmente compostos apenas por gotículas de água e são nuvens em bandas paralelas ou em massas redondas distintas, formadas normalmente por convecção e que geralmente indicam uma frente fria que se aproxima.
Formam-se em massas de ar com alguma instabilidade, quando a humidade é moderada e a temperatura é relativamente alta. Parecem-se com Stratocumulus mas estão a maior altitude e têm células menores (com larguras entre 1º e 5º). O facto de se verem algumas sombras nelas mostra que elas não são, no entanto, nuvens altas (altitude maiores que 6000 m). Em manhãs húmidas e quentes de verão são normalmente um indício de trovoada durante o dia.

## Tipos
Tipos de nuvens Altocumulus:
- Altocumulus translucidus
- Altocumulus opacus
- Altocumulus duplicatus
- Altocumulus undulatus
- Altocumulus radiatus
- Altocumulus lacunosus

## Fotos

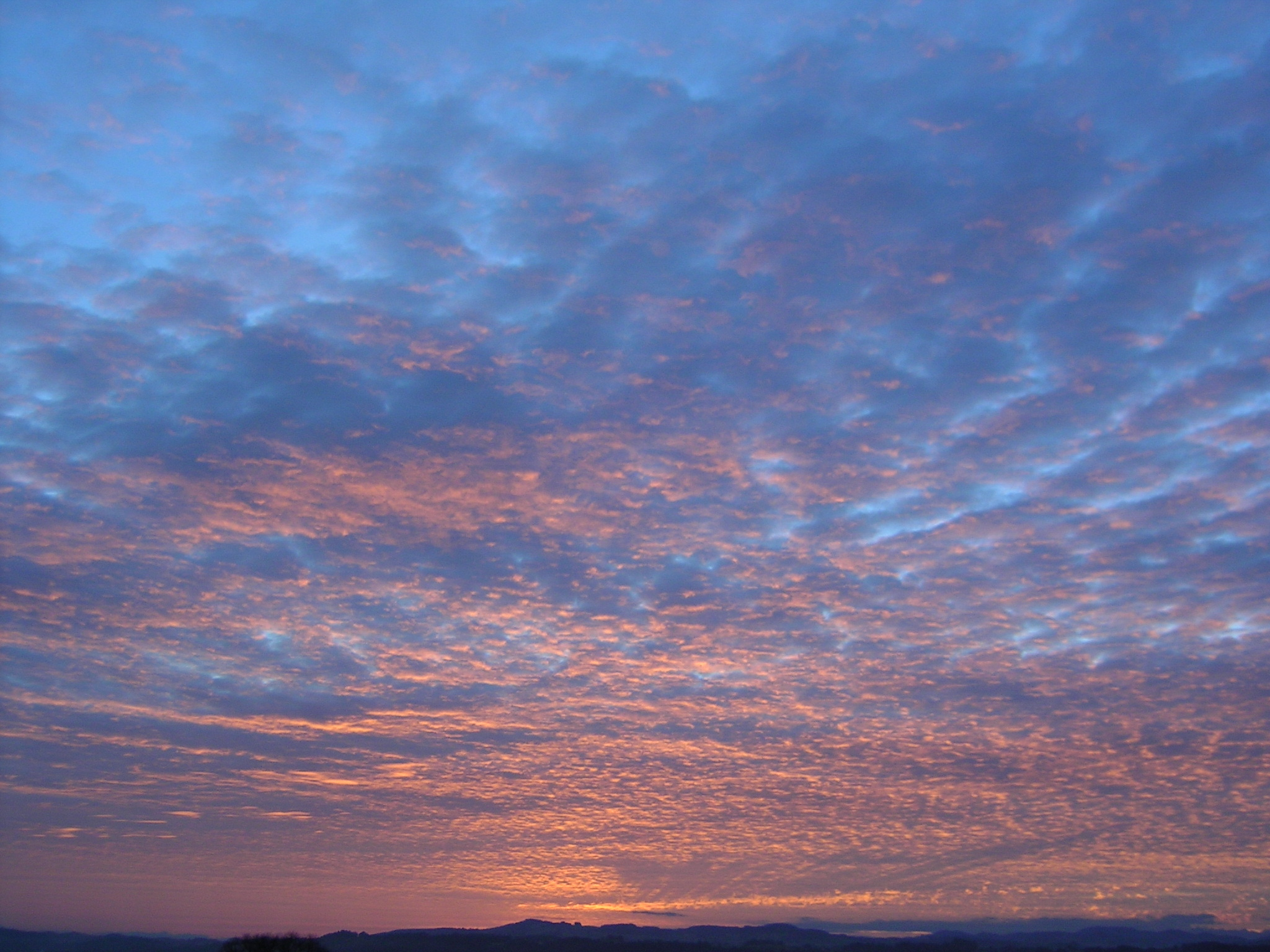
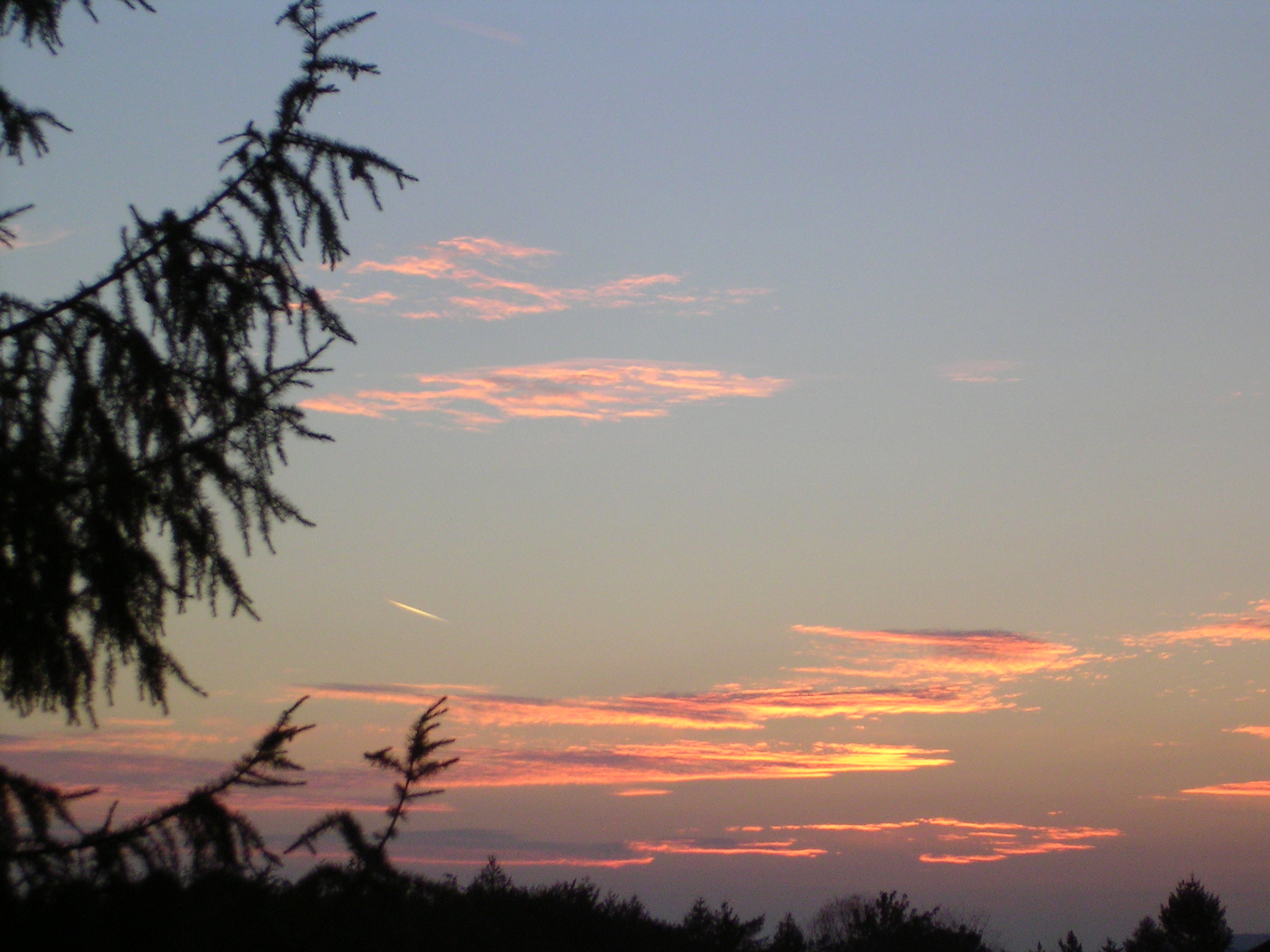
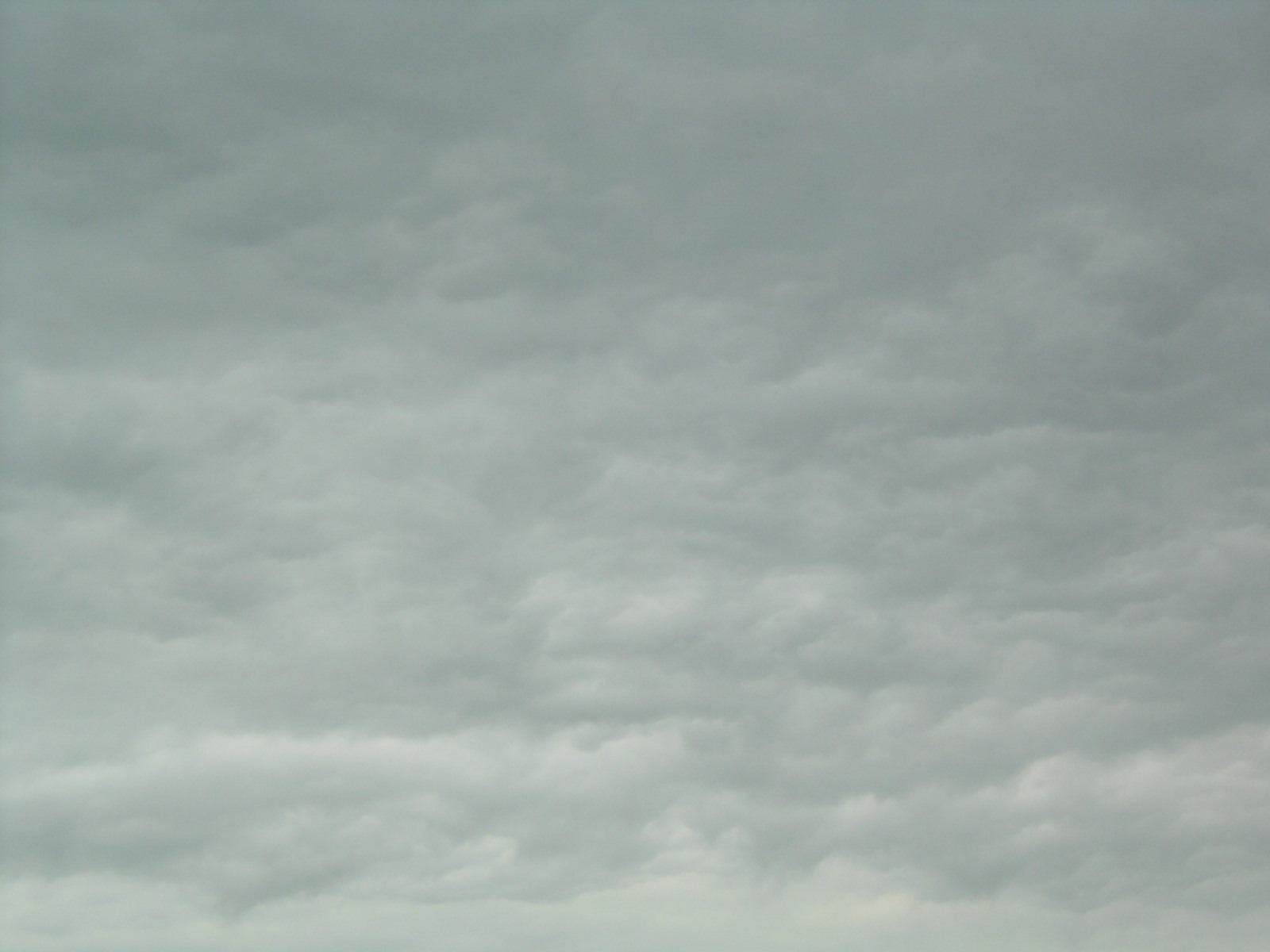
Altocumulus cinza
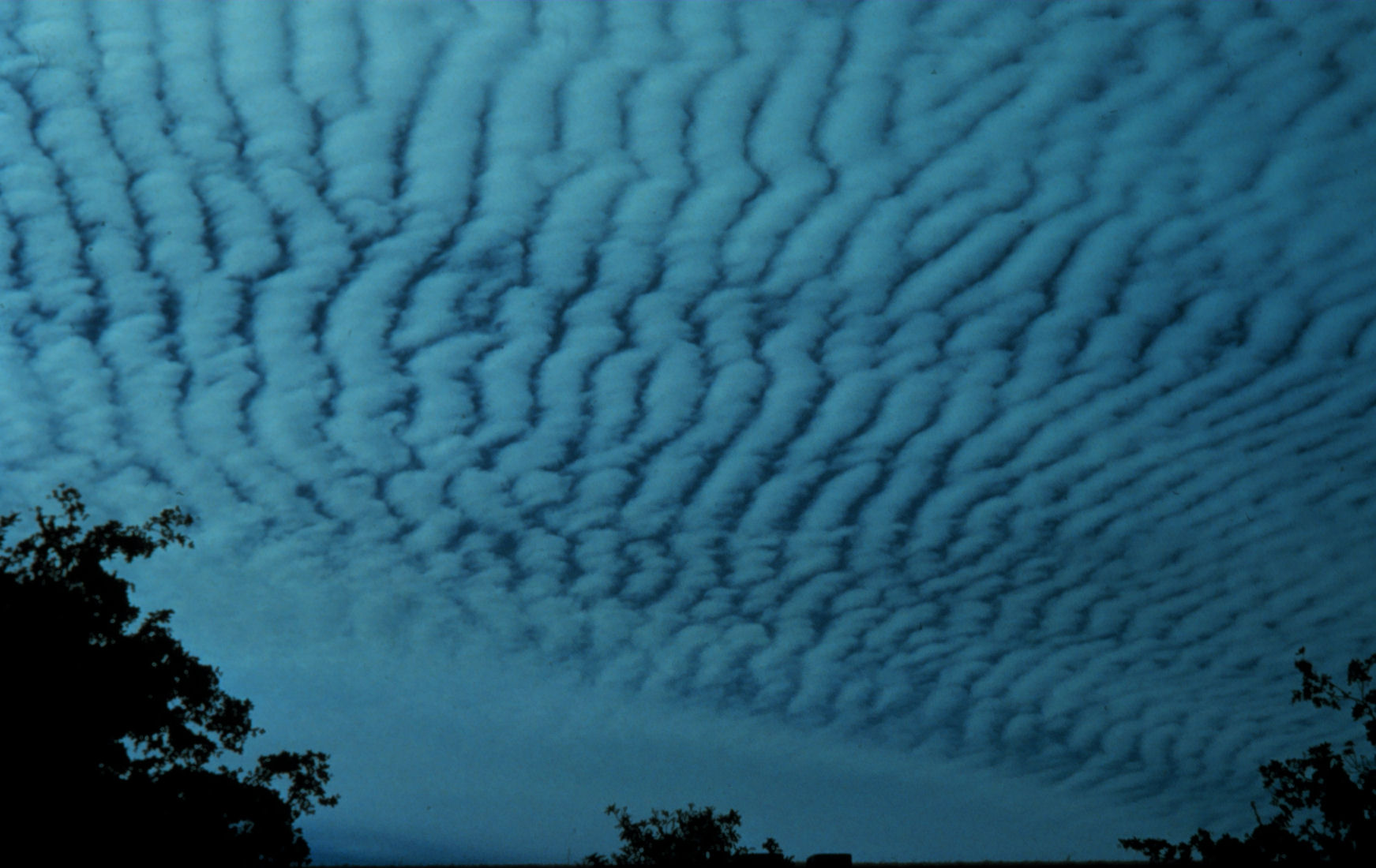
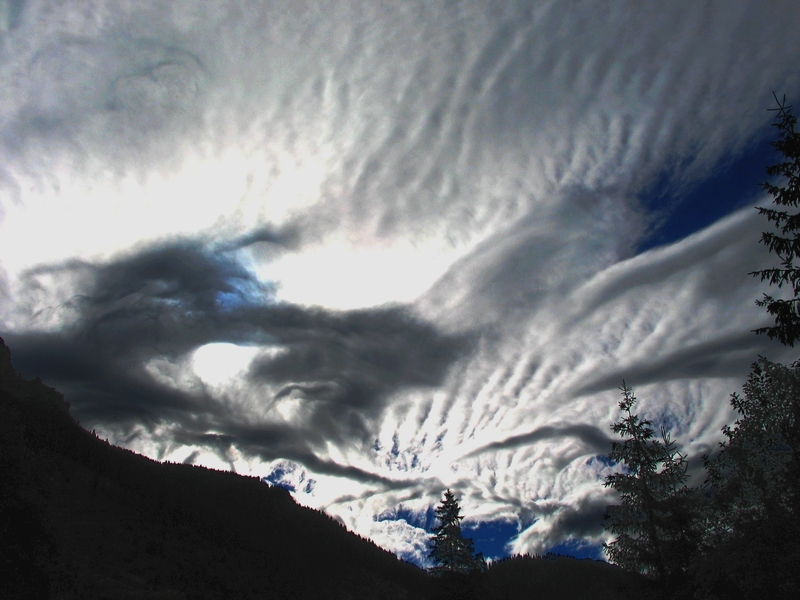
De manhã
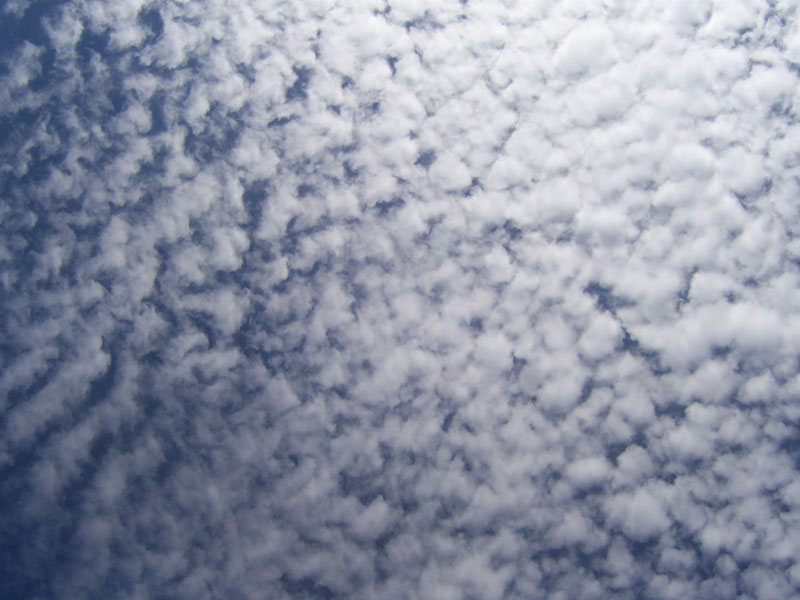
Altocumulus
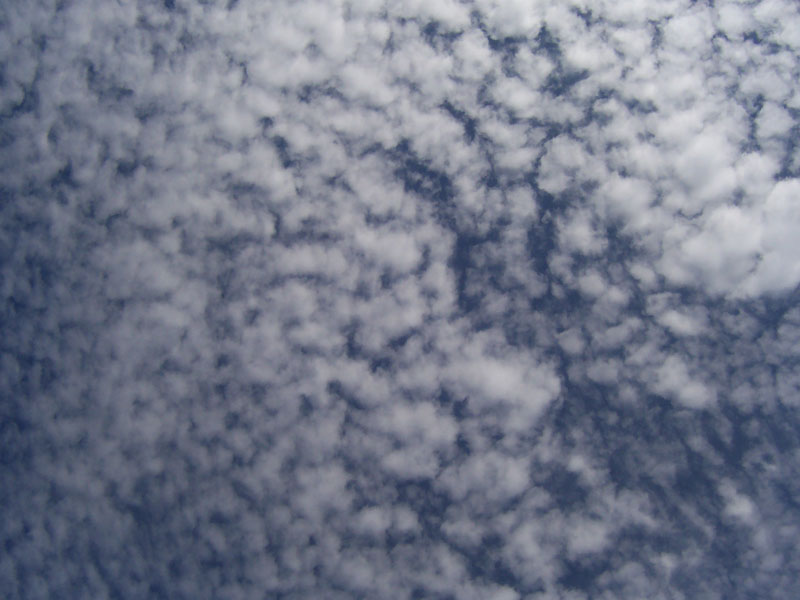
Altocumulus